# Longnan
Pour les articles homonymes, voir Longnan (homonymie).
Longnan (陇南 ; pinyin : Lǒngnán) est une subdivision administrative du sud de la province du Gansu en Chine, ayant le statut de ville-préfecture.

## Démographie
La population de la préfecture était estimée à 2 670 000 habitants en 2004.

## Subdivisions administratives
La ville-préfecture de Longnan exerce sa juridiction sur neuf subdivisions - un district et huit xian :
- le district de Wudu - 武都区 Wǔdū Qū ;
- le xian de Cheng - 成县 Chéng Xiàn ;
- le xian de Dangchang - 宕昌县 Dàngchāng Xiàn ;
- le xian de Kang - 康县 Kāng Xiàn ;
- le xian de Wen - 文县 Wén Xiàn ;
- le xian de Xihe - 西和县 Xīhé Xiàn ;
- le xian de Li - 礼县 Lǐ Xiàn ;
- le xian de Liangdang - 两当县 Liǎngdāng Xiàn ;
- le xian de Hui - 徽县 Huī Xiàn.